# SQL-92
SQL-92 — третя версія мови запитів до баз даних SQL. На відміну від SQL-89, ця версія стандарту є основною. За винятком кількох незначних несумісностей, стандарт SQL-89 є сумісним з SQL-92.
Обсяг специфікації стандарту збільшився вп'ятеро порівняно з SQL-89. Більшість змін були обумовлені підвищенням точності специфікацій наявних можливостей; за кількістю нових можливостей збільшення відбулося лише в 1,5—2 рази. Багато нових можливостей вже було реалізовано постачальниками до ухвалення нового стандарту. Проте, більшість нових можливостей було додано до «середнього» і «повного» рівнів специфікації, означаючи те, що відповідність базовому рівню SQL-92 була більш вимогливою за SQL-89.
До пізніших версій стандарту належать: SQL:1999 (SQL3), SQL:2003, SQL:2006, SQL:2008 та SQL:2011.

## Нові можливості
Significant new features include:
- Нові типи даних: DATE, TIME, TIMESTAMP, INTERVAL, а також рядкові типи BIT, VARCHAR і NATIONAL CHARACTER.
- Підтримка додаткових кодових сторінок за вимогами до баз даних для подання операторів SQL.
- Нові скалярні операції, такі як конкатенація рядків і витягання підрядків, математичні операції над датою й часом, а також умовні оператори.
- Нові операції над множинами, такі як UNION JOIN, NATURAL JOIN, різниця та перетин множин.
- Умовні вирази з CASE. Детальніше див. Case (SQL).
- Підтримка змін визначення схеми за допомогою ALTER і DROP.
- Зв'язування для мов програмування C, Ada, та MUMPS[ru].
- Нові можливості для прав доступу користувачів.
- Нова функціональність перевірки цілісності, як-от обмеження CHECK.
- Нова інформаційна схема — розріз для читання з метаданими бази, як-от які таблиці вона містить. Наприклад, SELECT * FROM INFORMATION_SCHEMA.TABLES;.
- Динамічне виконання запитів як противага підготовленим.
- Покращена підтримка віддаленого доступу до бази.
- Тимчасові таблиці; CREATE TEMP TABLE та ін.
- Рівні ізольованості транзакцій.
- Нові операції для зміни типів даних «на льоту» з викостанням CAST (expr AS type).
- Курсори з прокруткою.
- Прапорці сумісності для забезпечення прямої та зворотної сумісності з іншими стандартами SQL.

## Розширення
Після стандарту було опубліковано два істотні розширення перед публікацією наступної його версії:
- SQL/CLI (Call Level Interface[ru]) 1995 року
- SQL/PSM (збережені процедури) 1996 року